# یک دین‌یار شیطان
یک واعظِ کیشِ شیطان یا یک دین‌یار شیطان (به انگلیسی: A Devil's Chaplain) با زیرعنوان «تاملاتی در امید، دروغ‌ها، دانش و عشق» کتابی تشکیل‌یافته از شماری از مقالات ریچارد داوکینز است که در سال ۲۰۰۳ چاپ شده‌است. این کتاب پنج سال بعد از کتاب پیشین؛ گسیختن رنگین‌کمان؛ منتشر شده‌است، و شامل ۳۲ مقاله دربارهٔ شبه علم، جبر ژنتیکی، ممتیک، تروریسم، دین و خلقت‌گرایی است. بخشی از کتاب به آخرین مخالفت‌های استیفن جی گولد اختصاص داده شده‌است.
او مدعی است نام کتاب برگرفته از گفتاوردی از چارلز داروین دربارهٔ عدم باورش به ساخت «یک جهان بی‌عیب» توسط خدا است: «یک واعظِ کیشِ شیطان در مورد کارهای بدترکیب، کورکورانه و به شدت سنگدلانهٔ طبیعت چه کتابی می‌تواند بنویسد!»

## درونمایه
کتاب به ۷ بخش زیر تقسیم شده‌است:
۱ دانش و ظرافت طبع - مقالاتی که به طور عمده به دانش و روش علمی مربوط هستند.
۱.۱ دین یار شیطان
۱.۲ درست چیست؟
۱.۳ شکاف‌ها در ذهن
۱.۴ دانش، ژنتیک و اخلاقیات: یادداشتی برای تونی بلر
۱.۵ آزمون با داوران
۱.۶ حقیقت بلورین و گوی بلور
۱.۷ پسامدرنیسم برهنه شد
۱.۸ لذت زندگی خطرناک
۲ نور پاشیده خواهد شد - مقالات موضوعات داروینی.
۲.۱ نور شعله خواهد زد
۲.۲ پیروزمندی داروین
۲.۳ چالش اطلاعات
۲.۴ ژن‌ها ما نیستند
۲.۵ پسر قانون مور
۳ ذهن آلوده - گلچینی از نوشته‌های ضد دین.
۳.۱ جانک چینی و نجواهای چینی
۳.۲ ویروس‌های ذهن 
۳.۳ همگرایی بزرگ 
۳.۴ دالی و سرهای عمامه‌دار
۳.۵ زمان ایستادن است
۴ هراکلیت، آنها به من گفتند - ستایش‌هایی برای دوستان اخیر.
۴.۱ سوگواری برای داگلاس
۴.۲ در ستایش داگلاس آدامز
۴.۳ در ستایش دابلیو دی هامیلتون
۴.۴ روغن مار
۵ حتی در ردیف توسکانی - گلچین برای اواخر استیفن جی گولد
۵.۱ شادی در طبیعت متنوع
۵.۲ هنر گسترش‌پذیر
۵.۳ توهم‌انگیز، ویواکسیا و دوستان- (بازدید مقالهٔ «زندگی شگفت‌انگیز» نوشتهٔ گولد)
۵.۴ خودبرترپنداری آدمیان و پیشرفت فرگشتی 
۵.۵ مکاتبهٔ ناتمام با یک رده‌بالای داروینی
۶ همه آفریقا و اعقابش در ما وجود دارد - مقالات مربوط به آفریقا
۶.۱ بوم‌شناسی ژن‌ها
۶.۲ خارج از روح آفریقا
۶.۳ من از آفریقا صحبت می‌کنم و حظ زرینش
۶.۴ قهرمانان و نیاکان
۷ نیایشی برای دخترم - نامهٔ سرگشادهٔ داوکینز به دخترش ژولیت (که کتاب به او تقدیم شده)، دربارهٔ اهمیت ارزشیابی مدارک.
۷.۱ دلایل خوب و بد برای باورکردن